# Kryvinka
Kryvinka (vitryska: Крывінка) är ett vattendrag i Belarus.   Det ligger i voblasten Vitsebsks voblast, i den norra delen av landet, 180 km nordost om huvudstaden Minsk.